# Guillén de Castro

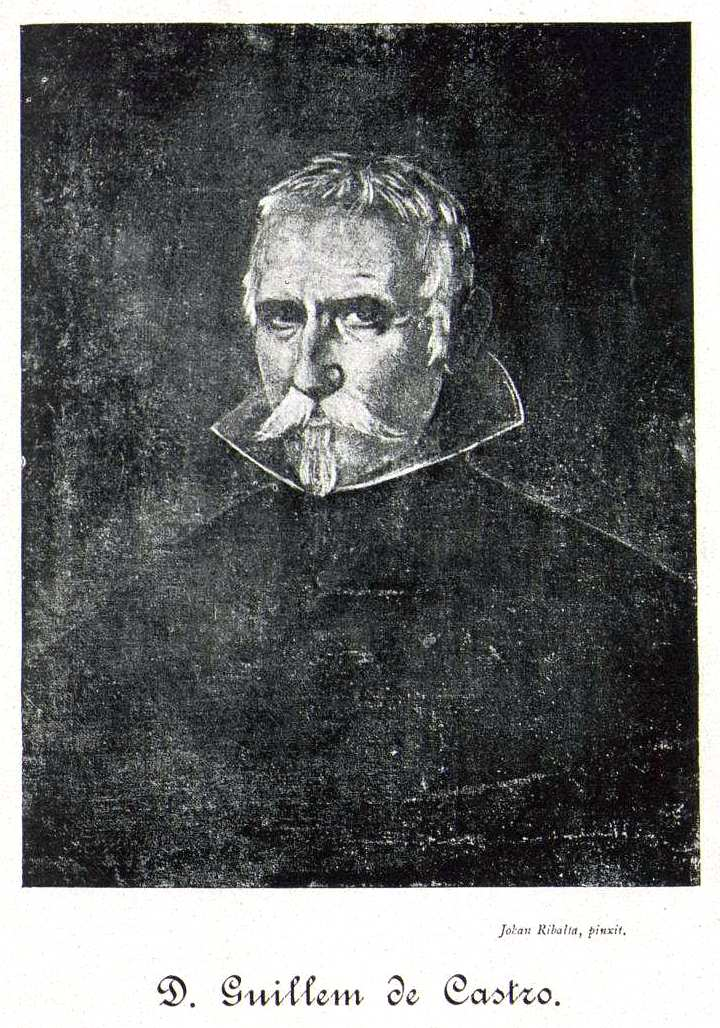
Guillén de Castro, porträtterad av Juan Ribalta.

Guillén de Castro y Belvis, född 1561 i Valencia, död 1631 i Madrid, var en spansk författare. 
Castro y Bellvis var till yrket militär och ämbetsman. Genom mäktiga gynnare lyckades han skaffa sig rika pensioner och höga ämbeten, men lyckades senare rasera sina utsikter genom högmod och grälsjuka, och dog i största fattigdom. Hans mest berömda verk är dramat Las mocedades de Cid i 6 akter. Det utgavs första gången illegalt under pseudonym, och på nytt av författaren i hans Comedias 1626. Detta drama inspirerade Pierre Corneille till hans drama Le Cid. En andra del av dramat, Las hazañas del Cid, utgavs av författaren 1626.